# Club Deportivo Robres

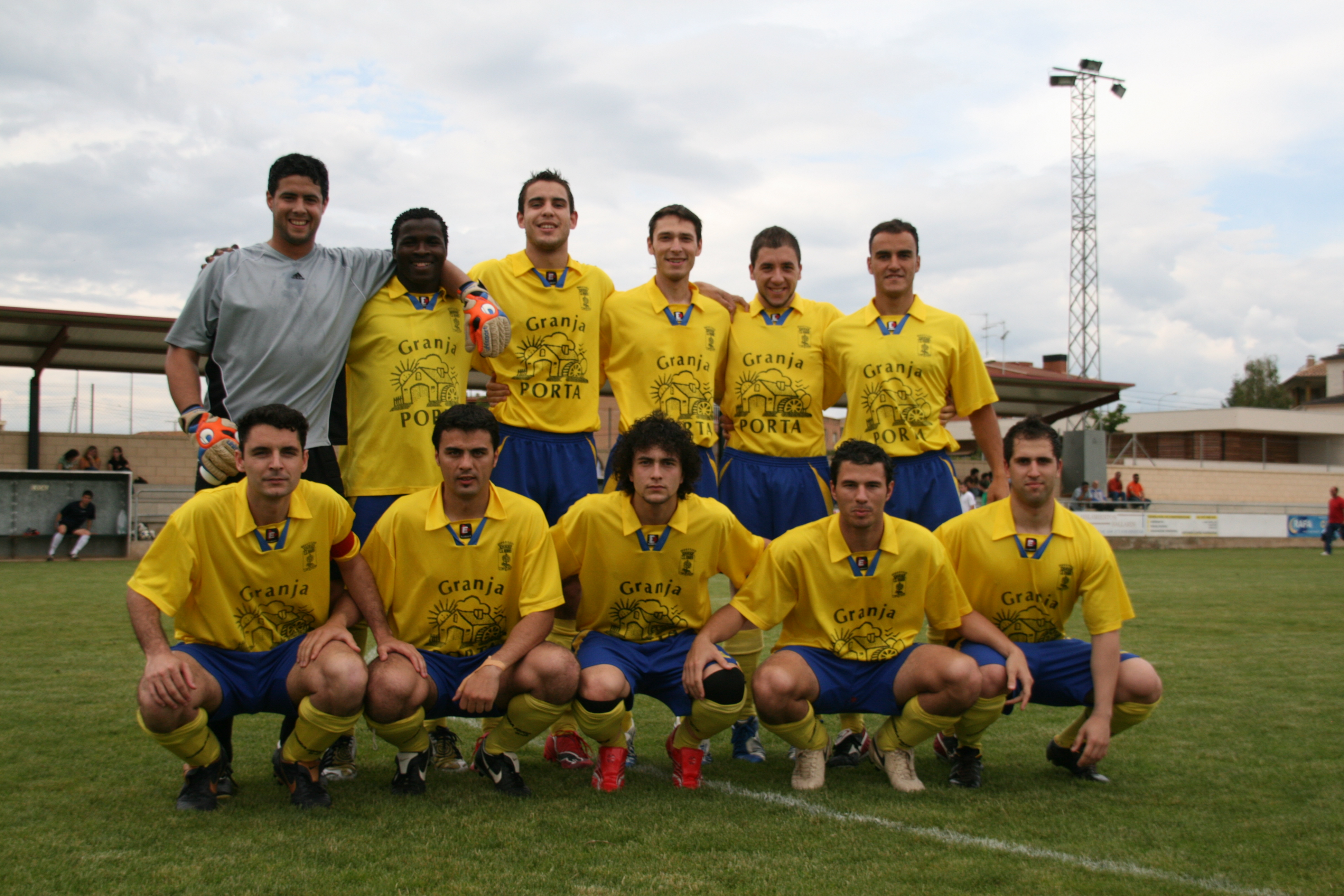
Once del C. D. Robres en un partido de la Regional Preferente de Aragón a finales de la temporada 2007-08.

El Club Deportivo Robres es un club de fútbol español de la localidad de monegrina de Robres, en la provincia de Huesca. Fue fundado en 2001, y actualmente compite en la Regional Preferente de Aragón (Grupo I).

## Historia
Anteriormente en la localidad habían competido en las divisiones regionales de Aragón tanto la Sociedad Deportiva Robres, activa entre los setenta y los ochenta, y el Club Atlético Robres, de la que sólo se tiene constancia un paso testimonial por Primera Regional. El Club Deportivo Robres, se fundaría en 1947, y pronto alcanzó la categoría nacional, compitiendo por primera vez en la Tercera División de España en la temporada 2011-12, permaneciendo hasta la siguiente campaña en dicha división. 
Tras tres temporadas en la Regional Preferente de Aragón volvería a Tercera División en verano de 2016. En esta nueva campaña en Tercera sorprendería como equipo revelación de la temporada en el grupo aragonés. 
Al finalizar la temporada 2016-17, firmaría un acuerdo con el Club Deportivo Ebro, rubricado el 15 de junio de 2017, en el que se convertiría en primer y único equipo filial sénior del equipo zaragozano, que competiría tanto en la Segunda B como en Segunda Federación. Dicho acuerdo dotaría al club de mayores pretensiones y una futura progresión.
La temporada 2021-22, de la mano de Javier Genovés, el club consigue clasificarse para los playoffs de ascenso a Segunda Federación, la primera vez en su historia.
Asimismo, desde la temporada 2021-22 el club cuenta con un segundo equipo en la Segunda Regional de Aragón, el Robres "B". Un equipo joven con gran presencia de jóvenes del pueblo tanto en plantilla como en cuerpo técnico, que en su primera temporada consiguió el título de la Copa Primavera Aragonesa.
En la temporada 2022-23 el club vivió una situación particular debido a su condición de filial, el Robres consiguió ganar el Grupo XVII de la Tercera Federación, su mayor logro hasta el momento, por lo que en condiciones normales hubiera sido ascendido a la Segunda Federación, sin embargo, el Club Deportivo Ebro descendió de Segunda a Tercera Federación, por lo que esta situación arrastró al Robres a la Regional Preferente de Aragón, perdiendo la categoría tras la mejor temporada de su historia.

## Estadio
El Club Deportivo Robres juega sus partidos como local en el campo municipal de fútbol de San Blas, con capacidad para más de 400 espectadores.

## Uniforme
- Uniforme titular: Camiseta amarilla, pantalón azul y medias amarillas.
- Uniforme alternativo: Camiseta azul, pantalón amarillo y medias azules.
- Marca deportiva: Hummel.

## Entrenadores
Cronología de los entrenadores
| - 2001-2003: Mario Lasierra. - 2003-2004: Miguel Conte. - 2004-2005: Sergio Reynoso. - 2005-2007: Agustín Peralta. - 2007-2007: José Luis Garcés. - 2007-2008: Jesús Conte. - 2008-2009: Juan Carlos Garde. |  | - 2009-2010: Jesús Conte. - 2010-2012: Chemi Sobrevía. - 2012-2012: José Ignacio Soler. - 2012-2013: Moisés Gutiérrez. - 2013-2013: José Ignacio Soler. - 2015-2017: Diego Allueva. - 2017-2018: Manuel Tena. |  | - 2018-2020: Óscar Molinero. - 2020-2022: Javier Genovés. - 2022-2023.: Eloy Aznar. - 2023- Act.: Daniel Acirón. |

## Datos del club
- Temporadas en Tercera División / Tercera Federación: 9.
- Mejor puesto en liga: 1.º (temporada 2022-23).
- Peor puesto en liga: 19.º (temporada 2012-13).

## Palmarés

### Campeonatos nacionales
- Tercera Federación (1): 2022-23 (Grupo XVII).[6]

### Campeonatos regionales
- Regional Preferente de Aragón (1): 2015-16 (Grupo 1).[7]
- Primera Regional de Aragón (1): 2002-03 (Grupo 2).[8]
- Segunda Regional de Aragón (1): 2001-02 (Grupo 4).[9]
- Subcampeón de la Regional Preferente de Aragón (1): 2010-11 (Grupo 1).[10]
- Subcampeón de la Copa RFEF (fase regional de Aragón) (1): 2017-18.[11]
- Subcampeón de la Copa de Campeones de la Regional Preferente de Aragón (1): 2015-16.[12]

### Palmarés Club Deportivo Robres "B"
Campeonatos regionales
- Copa Primavera de Segunda Regional de Aragón (1): 2021-22.[13]